# Henry Zaga
Henry Zaga, nome d'arte di Henrique Chagas Moniz de Aragão Gonzaga (Brasilia, 30 aprile 1993), è un attore brasiliano.

## Biografia
Zaga è nato a Brasilia, figlio di Sonia Gontijo e Admar Gonzaga. Suo padre è un discendente di italiani e portoghesi e sua madre è di origine spagnola e indigeni brasiliani.
Ha ottenuto popolarità già all'inizio della sua carriera quando è stato scelto nel ruolo di Josh Diaz nella serie di successo MTV Teen Wolf. Ha poi recitato nella serie originale di Netflix, come il film XOXO e la serie di successo Tredici.
Nell'aprile del 2017 Zaga è stato scelto per il ruolo di Sunspot nel film della serie cinematografica degli X-Men, intitolato The New Mutants, diretto da Josh Boone, uscito nelle sale nel 2020.

## Filmografia

### Cinema
- The Wing, regia di Assaad Yacoub - cortometraggio (2015)
- XOXO, regia di Christopher Louie (2016)
- Angie X, regia di Angie Wang (2017)
- The Detained, regia di Blair Hayes (2017)
- Cherry Pop, regia di Assaad Yacoub (2017)
- The New Mutants, regia di Josh Boone (2020)
- Oltre l'universo (Depois do Universo), regia di Diego Freitas (2022)
- Il ministero della guerra sporca (The Ministry of Ungentlemanly Warfare), regia di Guy Ritchie (2024)
- Queer, regia di Luca Guadagnino (2024)
- Warfare - Tempo di guerra (Warfare), regia di Alex Garland e Ray Mendoza (2025)

### Televisione
- The Mysteries of Laura – serie TV, episodi 1x18 (2015)
- Teen Wolf – serie TV, 9 episodi (2015-2016)
- Tredici (13 Reasons Why) – serie TV, 4 episodi (2017)
- Cercando Alaska (Looking for Alaska) – miniserie TV (2019)
- Trinkets – serie TV, 12 episodi (2019-2020)
- The Stand – miniserie TV, 8 episodi (2020-in corso)
- The Crowded Room – serie TV, 10 episodi (2023)

## Doppiatori italiani
Nelle versioni in italiano delle opere in cui ha recitato, Henry Zaga è stato doppiato da:
- Davide Fumagalli in Tredici, Oltre l'universo
- Manuel Meli in The New Mutant, The Stand
- Davide Albano in Cercando Alaska
- Alessandro Campaiola in Trinkets
- Federico Viola ne Il ministero della guerra sporca
- Raffaele Pezzulli in Teen Wolf